# Shout It Out (観月ありさの曲)
「Shout It Out」（シャウト イット アウト）は、日本の女性歌手、観月ありさの22枚目のシングル。

## 解説
- 自身が主演したフジテレビ系水曜21時ドラマ『ダイヤモンドガール』の主題歌。
- 仮歌の歌詞は全て英語であったという。

## 収録曲
1. Shout It Out
作詞：松井五郎　作曲・編曲：JEAN-PAUL 'BLUEY' MAUNIC (Incognito) / MATT COPPER　produced by JEAN-PAUL 'BLUEY' MAUNIC (Incognito)
フジテレビ系水曜21時ドラマ『ダイヤモンドガール』主題歌。
2. ETERNAL SPACE
作詞：宮本恵美　作曲：GEE　編曲：日高智
3. Shout It Out（Instrumental）
4. ETERNAL SPACE（Instrumental）

## 収録アルバム
- HISTORY〜ALISA MIZUKI COMPLETE SINGLE COLLECTION〜
- VINGT-CINQ ANS